# M230 Chain Gun
Die M230 Chain Gun ist eine Maschinenkanone im Kaliber 30 mm, die von den Streitkräften der Vereinigten Staaten im Kampfhubschrauber Hughes AH-64 „Apache“ und im Sikorsky AH-60L Direct Action Penetrator (DAP) eingesetzt wird.

## Entwicklung
Im Jahr 1972 begann Hughes Helicopters die Entwicklung einer einläufigen Maschinenkanone, die M50 20-mm-Geschosse der US-Armee verschießen konnte. Der erste Schusstest, jedoch mit stärkerer 30-mm-Munition, wurde im April 1973 mit einem Prototyp („A model“) absolviert. Im Januar 1975 wurde das „C model“, eine Version mit gurtfreier Munition für den geplanten Angriffshelikopter (Advanced Attack Helicopter) YAH-64 vorgestellt; der Hubschrauber ging schließlich unter dem Namen Hughes AH-64 „Apache“ in Produktion. Dieser besitzt die M230 Chain Gun „C model“ als Standardbewaffnung.
Ein zusätzliches Modell mit gegurteter Munition war für die AH-1S Cobra geplant, wurde jedoch später verworfen.

## Technik
Für die zyklische Bewegung des Verschlusses der Waffe wird nicht die Energie des Rückstoßes (Rückstoßlader) oder der Explosionsgase (Gasdrucklader) genutzt; die M230 benutzt dafür einen Motor, der das Laden, Verriegeln und den Hülsenauswurf antreibt. Dieser Ablauf wird durch einen Kettenantrieb gesteuert, bei dem ein Kettenglied mit Steuernocke den Verschluss mitnimmt und bewegt. Daher stammt auch die englische Bezeichnung Chain Gun. Der große Vorteil des Kettenantriebes liegt in seiner Zuverlässigkeit, da ein Zündversager die Waffe nicht stilllegt: Eine nicht gezündete Patrone wird einfach herausrepetiert. Außerdem kann so die Feuerrate stufenlos reguliert werden. Die obere Grenze liegt bei etwa 625 Schuss pro Minute. Da die M230 über nur einen Lauf verfügt und luftgekühlt ist, würde ihn eine höhere Kadenz zu stark erhitzen und verschleißen lassen. Um Selbstentzündungen der Munition (Cook off) im heißen Patronenlager zu verhindern, ist die M230 zuschießend und feuert aus offener Verschlussstellung heraus.

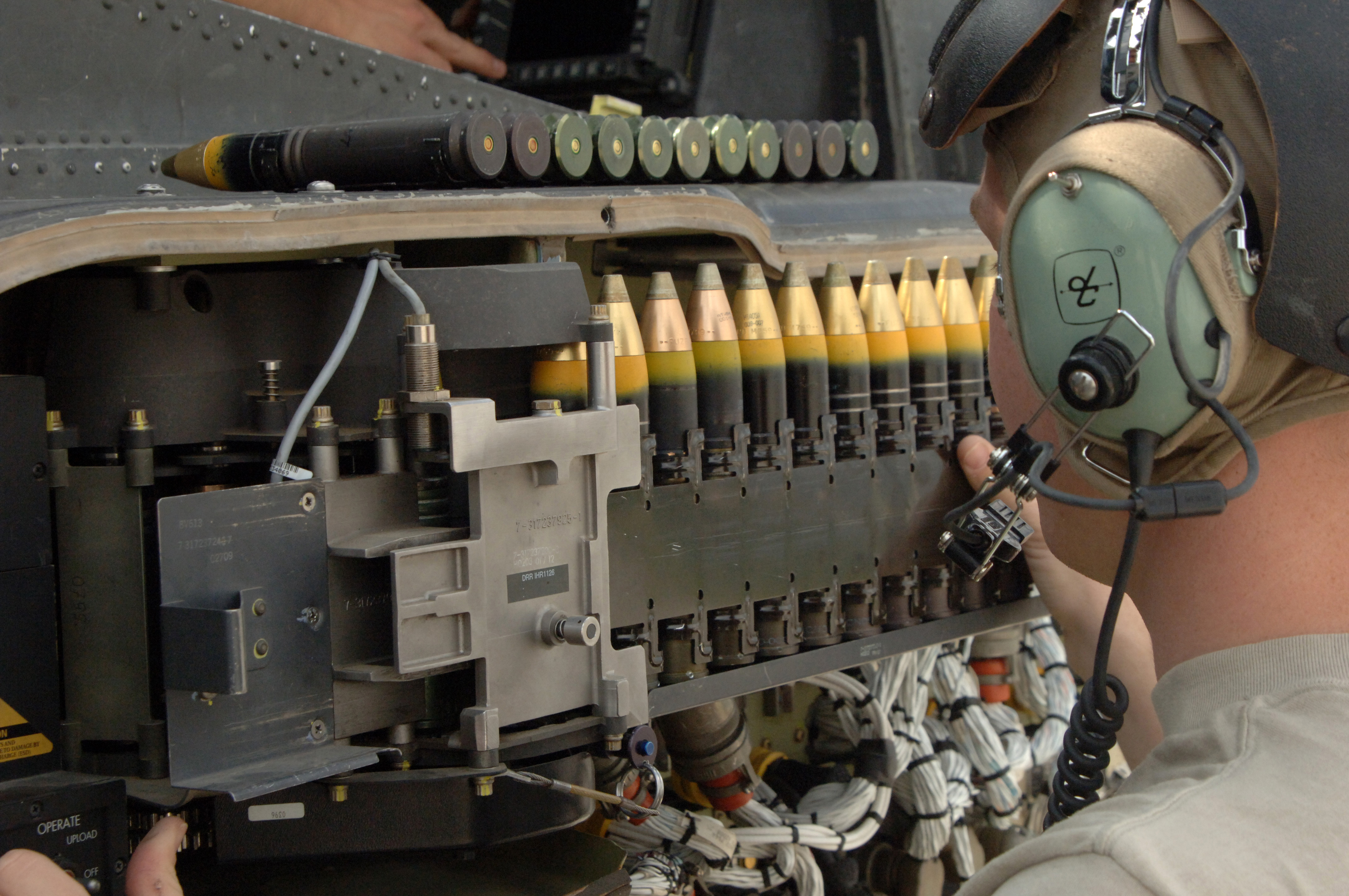
Aufmunitionieren der M230 einer AH-64D mit M789-HEDP-Munition

Im Gegensatz zu Gasdruck- oder Rückstoßladern ist die Waffe nicht autark und muss ihre Energie aus dem Bordnetz beziehen. Den Antrieb übernimmt ein Elektromotor mit einer Leistung von 3 PS. Die Maschinenkanone wird derzeit nur am Bug von Kampfhubschraubern des Typs Hughes AH-64 montiert und als Anbausatz am AH-60L Direct Action Penetrator (DAP) eingesetzt. Eine technisch sehr ähnlich aufgebaute Kanone ist die M242 Bushmaster im Kaliber 25 mm.

## Verwendung
- Boeing AH-64 Apache
- AgustaWestland Apache
- Sikorsky MH-60L Direct Action Penetrator (DAP)